# Duvall (Washington)
Duvall ist eine Stadt (City) im King County im US-Bundesstaat Washington an der Washington State Route 203 auf halbem Weg zwischen Monroe und Carnation. Sie hatte 2020 laut United States Census Bureau auf 8.034 Einwohner. Das Motto der Stadt lautet „Small Town. Real Life.“ (etwa: kleine Stadt – echtes Leben).

## Geschichte

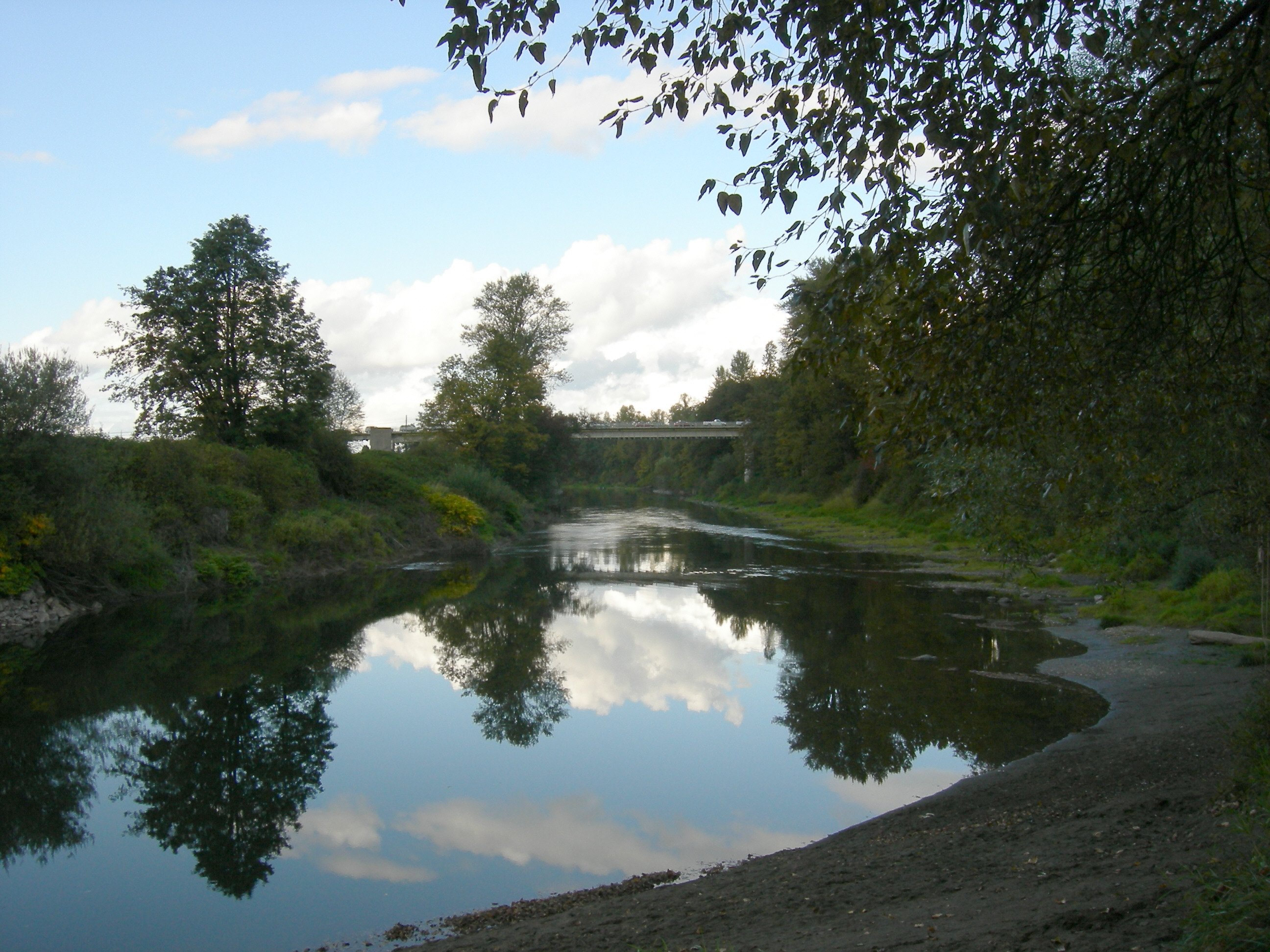
Brücke über den Snoqualmie River an der Straße von Woodinville nach Duvall. Die Straße erreicht hier das Zentrum von Duvall (2007).

Das heute als Duvall bekannte Gebiet war einst die Heimat der Snoqualmie und anderer Vorfahren der Tulalip-Indianer. Nach ihrer Umsiedlung aufgrund des Vertrags von Point Elliott wurde das Gebiet die Heimat von Veteranen des Sezessionskrieges. Das Zentrum der heutigen Stadt lag an einem Hügel der Holzfäller Francis und James Duvall, die sich 1871 hier angesiedelt hatten.
Ein früher Meilenstein in der Besiedlung von Duvall war die Umsiedlung der Stadt Cherry Valley. Etwa 1909 stimmte die Chicago, Milwaukee and St. Paul Railroad der Umsiedlung der Häuser und Geschäfte von Cherry Valley zu, um den Bau einer Eisenbahnlinie entlang des Snoqualmie River fortzuführen. Die neuangesiedelte Stadt, schlicht Cosgrove nach Samuel G. Cosgrove genannt, unterlag im Hinblick auf ihre Immobilien einem Aufschwung; Straßen und Bürgersteige wurden angelegt und ein Bahnhof wurde gebaut. Diesem folgte der Bau eines Nickelodeons, eines Gemischtwarenladens, einer neuen Schule und mehrerer Hotels. Ab 1911 begann der Duvall Citizen mit der regelmäßigen Herausgabe einer Tageszeitung.
Am 28. April 1968 besuchten fast 3.000 Fans ein Rockkonzert auf einer Farm nahe Duvall, bei dem ein Klavier von einem Hubschrauber abgeworfen wurde. Zu den Veranstaltungen traten auch Country Joe and the Fish auf. Das Konzert ist den Einheimischen als Piano Drop (Klavier-Abwurf) im Gedächtnis. Das Ereignis inspirierte auch das Sky River Rock Festival, ein lokales Rockfestival, das von 1968 bis 1971 stattfand.
Die Stadt Duvall hat 2008/2009 einen weiteren Bau-Boom erlebt, der das Stadtzentrum mit einer Durchgangsstraße für Touristen zugänglicher und repräsentabler machen sollte.

## Events in der Stadt
Der Community Easter Egg Hunt wird jährlich im McCormick-Park veranstaltet und ist für jeden zugänglich.
Die Duvall Days werden im Juni in der Innenstadt abgehalten. Zum Ereignis gehören üblicherweise eine Parade, ein Markt, Live-Veranstaltungen und viele Spiele und Aktivitäten für Kinder.
Gleichfalls zu den Duvall Days findet eine Auto-Show, The Duvall Classic Car Show, in fußläufiger Entfernung von den Duvall Days auf dem Duvall Safeway-Parkplatz statt.
Der Duvall Run wird gleichfalls jährlich im Juni im McCormick-Park veranstaltet; es werden 10- und 5-Kilometer-Läufe ausgetragen.
Am Tag nach den Duvall Days findet das jährliche Pancake Breakfast statt, welches von der örtlichen Feuerwehr veranstaltet wird.
Im McCormick-Park gibt es mit Summer Stage im Juli und Movies in the Park im August zwei Open-Air-Veranstaltungen.
Duvall veranstaltet das jährliche Tree Lighting zum Adventsbeginn.
Duvall veranstaltet gleichfalls den neuen March of the Vegetables, eine Parade zu Ehren von Gemüse und Kunst. Das Event wird von den Einwohnern der Gemeinde getragen.

## Geographie
Duvall liegt auf 47°44'3" N / 121°58'32" W. Nach dem United States Census Bureau nimmt die Stadt eine Gesamtfläche von 6,45 km² ein, wovon 6,4 km² auf Land- und 0,05 km² auf Wasserflächen entfallen.

### Umliegende Städte und Gemeinden
| Maltby      | Monroe                                      |  |
| Woodinville | Kompassrose, die auf Nachbargemeinden zeigt |  |
| Redmond     | Carnation                                   |  |

### Klima
Das Klima dieser Gegend ist mild und ohne große Schwankungen zwischen Höchst- und Tiefsttemperaturen; das ganze Jahr über fallen angemessene Niederschläge. Aufgrund seiner relativen Lage zur Kaskadenkette wird das umgebende Snoqualmie Valley vom Spätherbst bis zum zeitigen Frühjahr ziemlich häufig von Hochwassern heimgesucht. Nach der Klimaklassifikation von Köppen & Geiger herrscht in Duvall ein Seeklima (Marine West Coast Climate; abgekürzt „Cfb“).

## Demographie
| Jahr | Einwohner¹ |
| ---- | ---------- |
| 1920 | 258        |
| 1930 | 200        |
| 1940 | 234        |
| 1950 | 236        |
| 1960 | 345        |
| 1970 | 607        |
| 1980 | 729        |
| 1990 | 2.770      |
| 2000 | 4.616      |
| 2010 | 6.695      |
| 2020 | 8.034      |

¹ 1910–2020: Volkszählungsergebnisse.

### Census 2010
Nach der Volkszählung von 2010 gab es in Duvall 6.695 Einwohner, 2.224 Haushalte und 1.816 Familien. Die Bevölkerungsdichte betrug 1046,5 pro km². Es gab 2.315 Wohneinheiten bei einer mittleren Dichte von 361,9 pro km².
Die Bevölkerung bestand zu 89,7 % aus Weißen, zu 0,4 % aus Afroamerikanern, zu 0,5 % aus Indianern, zu 2,7 % aus Asiaten, zu 2,9 % aus anderen „Rassen“ und zu 3,8 % aus zwei oder mehr „Rassen“. Hispanics oder Latinos „jeglicher Rasse“ bildeten 7,7 % der Bevölkerung.
Von den 2224 Haushalten beherbergten 52,3 % Kinder unter 18 Jahren, 70,2 % wurden von zusammen lebenden verheirateten Paaren, 8 % von alleinerziehenden Müttern und 3,4 % von alleinstehenden Vätern geführt; 18,3 % waren Nicht-Familien. 14,4 % der Haushalte waren Singles und 2,8 % waren alleinstehende über 65-jährige Personen. Die durchschnittliche Haushaltsgröße betrug 2,99 und die durchschnittliche Familiengröße 3,33 Personen.
Der Median des Alters in der Stadt betrug 34,4 Jahre. 33,8 % der Einwohner waren unter 18, 4,8 % zwischen 18 und 24, 33,2 % zwischen 25 und 44, 23,7 % zwischen 45 und 64 und 4,5 65 Jahre oder älter. Von den Einwohnern waren 49,5 % Männer und 50,5 % Frauen.

## Söhne und Töchter der Stadt
- Brooke Wales (* 1990), Skirennläuferin